# 恩克 (可汗)
恩克是统治鞑靼的第二位君主，第19代蒙古大汗，1391年—1394年在位。
蒙古语史料中只有罗氏《黄金史》和善巴《阿萨喇克齐史》提到“恩克汗在位四年”。根据波斯语《突厥系谱》、《武功记》、《传记之友》等史料记载，恩克（انکه, anka）是也速迭儿（蒙古语史料中的卓里克圖汗）之子。由于蒙古史书上对恩克汗的记载极少。《蒙古源流》等书误把恩克汗和卓里克图汗合并成一个人——“恩克卓里克图汗”。史学界综合包括明朝史料在内的各种来源，认定卓里克图汗和恩克汗是两代可汗。
洪武二十五年（1392年）八月，明朝总兵周兴率军至斡难河，随后明军又在彻彻儿山（今呼伦贝尔鄂温克旗境内）大败蒙古兵，五百余人被明朝俘虏，牲畜、银印等被缴获送至明朝京师。

### 引用
1. ↑  札奇斯欽. . 台灣: 聯經出版事業公司. 1979年12月1日: 第193頁－第194頁. ISBN 9789570808414. （原始内容存档于2022年5月10日） （中文）. 卓里克圖（Jorightu）可汗即大位。在位四年。羊兒年[辛未，一三九一]殯天。恩克（Engke）可汗在位四年。其後就在這狗兒年（甲戌，一三九四年），額勒伯克（Elbeg）可汗即大位。
2. ↑  《突厥系谱》简写英译本第218页：
3. ↑  张廷玉. . 永樂六年春，帝以書諭本雅失里 曰：自元運既訖順帝後愛猷復理達臘至坤帖木兒，凡六傳，瞬息之間，未聞一人善終者。
4. ↑   大明太祖高皇帝實錄卷之二百二十. : 3223页. 總兵官都指揮使周興遣人送所俘胡兵至京先是興率師至斡難河轉至兀古兒札河按視安達納哈出之地見車馬迹遂追至兀者河得空車百餘輛將還適永平衛百戶汪廣報言哨遇胡兵與戰敗之追奔八十餘里胡兵棄輜重潰去興乃遣燕山左護衛指揮謝禮率輕騎疾追之至徹徹兒山又大敗之生擒五百餘人獲馬駝牛羊及銀印圖書銀字鐵牌等物悉送京師上令擇胡兵有可用者